# زولتان کواچ (ورزشکار)
زولتان کواچ (انگلیسی: Zoltán Kovács؛ زادهٔ ۲ ژانویهٔ ۱۹۶۴) تیرانداز اهل مجارستان است.